# João de Orleães, Conde de Dunois
João de Orleães, Conde de Dunois (em francês:  Jean Levieux de Orléans; Paris, Fevereiro de 1403 - Castelo de Lay, 24 de novembro de 1468) foi um nobre e militar francês, Conde de Dunois, chamado apenas por Dunois ou « o bastardo de Orleães ». Foi companheiro de armas de Joana d'Arc.

## Biografia

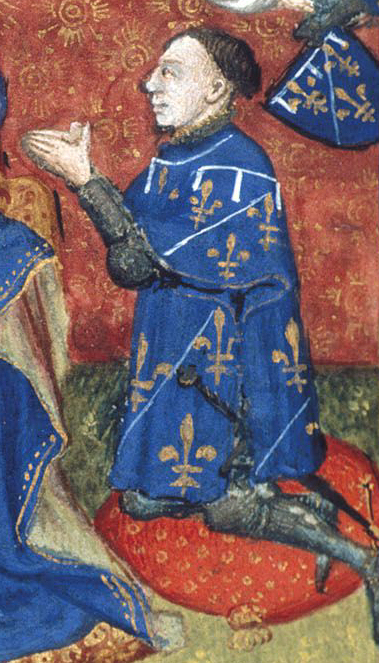
João de Dunois em oração perante a Virgem, Heures de Dunois (detalhe), Londres, British Library, ca. 1436

Era filho bastardo de Luís de Valois, Duque de Orleães com Mariette ou Yolanda, filha de Jacques de Enghien. Batizado João (Jean) de Orleães, foi apelidado de o Bastardo de Orleães. Foi conde de Dunois desde 1439, conde de Longueville, Conde de Mortain, Conde de Gien, do Périgord, de Vertus, de Porcien, senhor de Millançay, de Vernon, d'Anneville, de Parthenay, de Secondigny, de Châteaudun, de Valbonnais, de Romorantin.
Desde 1421 foi ligado ao Delfim como seu adido. Sua  renomada militar começou em 1427 com a libertação de Montargis. Defendia a cidade de Orleães, sitiada por John Talbot, quando surgiu Joana d’Arc. Prosseguiu sua obra, sendo sempre um dos mais ardentes agentes da expulsão dos ingleses. Grande camerlengo de França, esteve na Conferência de Gravelines, em 1439.
Um momento esteve do lado da Praguerie; submeteu-se e contribuiu para a reconquista da Normandia e a expulsão dos ingleses da Aquitânia em 1451. Despojado por Luís XI de suas dignidades, aderiu à Liga do Bem Público; reconciliou-se com o rei em Conflans. Está sepultado na igreja de Notre-Dame de Clery.

## Casamentos e posteridade
Casou-se em 1422 com Maria Louvet (morta em 1437), filha de João, senhor de Arigualières.
Casou-se, em segundas núpcias, em Ruão em 1439, com Maria (morta em 1464 Chouze-dur-Loire), senhora de Parthenay, filha de João II de Harcourt, Barão de Montgomery; tiveram quatro filhos, sendo o tronco das famílias Longueville e Dunois. Um filho mudou as armas para Orleães. A linha se extinguiu em Charles-Paris (1649-1672) de Orleães, Duque de Longueville e de Estouteville. Rothelin é uma linha ilegítima, da qual foi tronco Francisco (morto em 1600) bastardo de Longueville.
- 1 - Maria (1444-13 de dezembro de 1499). Casada em 1466 com Luís de la Haye, senhor de Beaumont.
- 2 - Catarina (1449-1501 Bray-sur-Seine). Casada em 1468 com João de Sarrebrück (morto em 1497), Conde de Roucy.
- 3 - João de Orleães (1441-1450).
- 4 - Francisco I (1447-25 de novembro de 1491 Chateaudun), Conde de Longueville,[3] etc, conde de Montgomery, de Tancarville, Barão depois Visconde de Melun, Conde de Dunois e de Tancarville. Casou em Montargis 1466 com Agnes (?-1509 Paris) filha de Luís, duque da Savóia, tendo quatro filhos.

João de Dunois, deu origem ao ramo bastardo da Casa de Orleães, a linha de Orleães-Longueville.